# Nglengkir
Nglengkir is een bestuurslaag in het regentschap Blora van de provincie Midden-Java, Indonesië. Nglengkir telt 3272 inwoners (volkstelling 2010).